# Unione Sportiva Codogno 1928-1929
Questa pagina raccoglie le informazioni riguardanti l'Unione Sportiva Codogno nelle competizioni ufficiali della stagione 1928-1929.

## Rosa
| N. |                   | Ruolo | Calciatore           |
| -- | ----------------- | ----- | -------------------- |
|    | Italia (bandiera) | D     | Antonio Andreoli     |
|    | Italia (bandiera) | C     | Carlo Arcari (I)     |
|    | Italia (bandiera) | A     | Pietro Arcari (III)  |
|    | Italia (bandiera) | D     | Lucio Beltrami       |
|    | Italia (bandiera) | C     | Alessandro Bertolini |
|    | Italia (bandiera) | A     | Pietro Ciceri        |
|    | Italia (bandiera) | A     | Adolfo Dusi          |

| N. |                   | Ruolo | Calciatore        |
| -- | ----------------- | ----- | ----------------- |
|    | Italia (bandiera) | A     | Achille Gorla     |
|    | Italia (bandiera) | P     | Antonio Grecchi   |
|    | Italia (bandiera) | A     | Cornelio Marchini |
|    | Italia (bandiera) | D     | Aldo Marudi       |
|    | Italia (bandiera) | A     | Giovanni Molinari |
|    | Italia (bandiera) | D     | Roffi             |
|    | Italia (bandiera) | A     | Giuseppe Segagni  |